# Joan Colom i Agustí
Joan Colom i Agustí (Arenys de Mar, 1879 - Arenys de Mar, 1969) fou un pintor amb una trajectòria molt particular, ja que de l'impressionisme d'origen francès evolucionà cap al realisme espanyol i finalitzà realitzant pintures de paisatge arrelades a la tradició més catalana. També fou gravador i dibuixant, sobretot pels seus encàrrecs com a il·lustrador.

## Biografia
Fill d'un carrabiner, s'establí a Montrejau (Migdia-Pirineus), Figueres, Barcelona i Puigcerdà. Durant força anys treballà com a dependent de comerç. El 1899 anà a Sierra Leone i Fernando Poo amb una expedició comercial catalana, fent alguns estalvis alhora que emmalaltint.
Bàsicament autodidacte, es formà amb Ramon Alsina i Amills, estudià els grans mestres del Museu del Prado i des de 1909 viatjà sovint a París, rebent influència de l'impressionisme. Fou membre de l'associació Les Arts i els Artistes d'ençà que es fundà el 1910. Després de llargs viatges i de viure una colla d'aventures i desventures dignes d'una novel·la, Colom adquirí gran renom com a pintor impressionista i com a dibuixant. Concretament publicà al setmanari Papitu amb el pseudònim d'Adam i col·laborà en altres publicacions com Picarol, D'Ací i d'Allà, Mediterrània, Revista Nova, Iberia, La Mainada i Jordi. Així mateix il·lustrà diversos llibres. El 1924 encara pintà quadres amb influència clara de Pissarro, però més endavant retornà al realisme i narrà en els seus paisatges escenes populars i típiques de Catalunya.
De la seva obra cal destacar els paisatges pintats a l'oli i els aiguaforts. Tenia molt en compte l'ambientació i la llum pròpia de cada indret (com ara la llum metàl·lica en els paisatges maresmencs), i solia agrupar elements humans com ara fontades i aplecs, amb un sentit superb de la integració de la figura.
Exposà en diverses sales de prestigi, sobretot a París, com la Galeria Durand-Ruel el 1926; a Londres on s'exilià el 1937; Venècia; Pittsburgh; Barcelona i Arenys de Mar. Gran part de la seva obra figura al Museu d'Art Contemporani de Barcelona, al Museu Reina Sofia i alguna al Museu de Montserrat.
Morí als 85 anys a la casa que tenia al Turó del Maltemps d'Arenys de Mar. Les seves despulles reposen al Cementiri de Sinera.